# Epitaph für Joachim von Sirgenstein

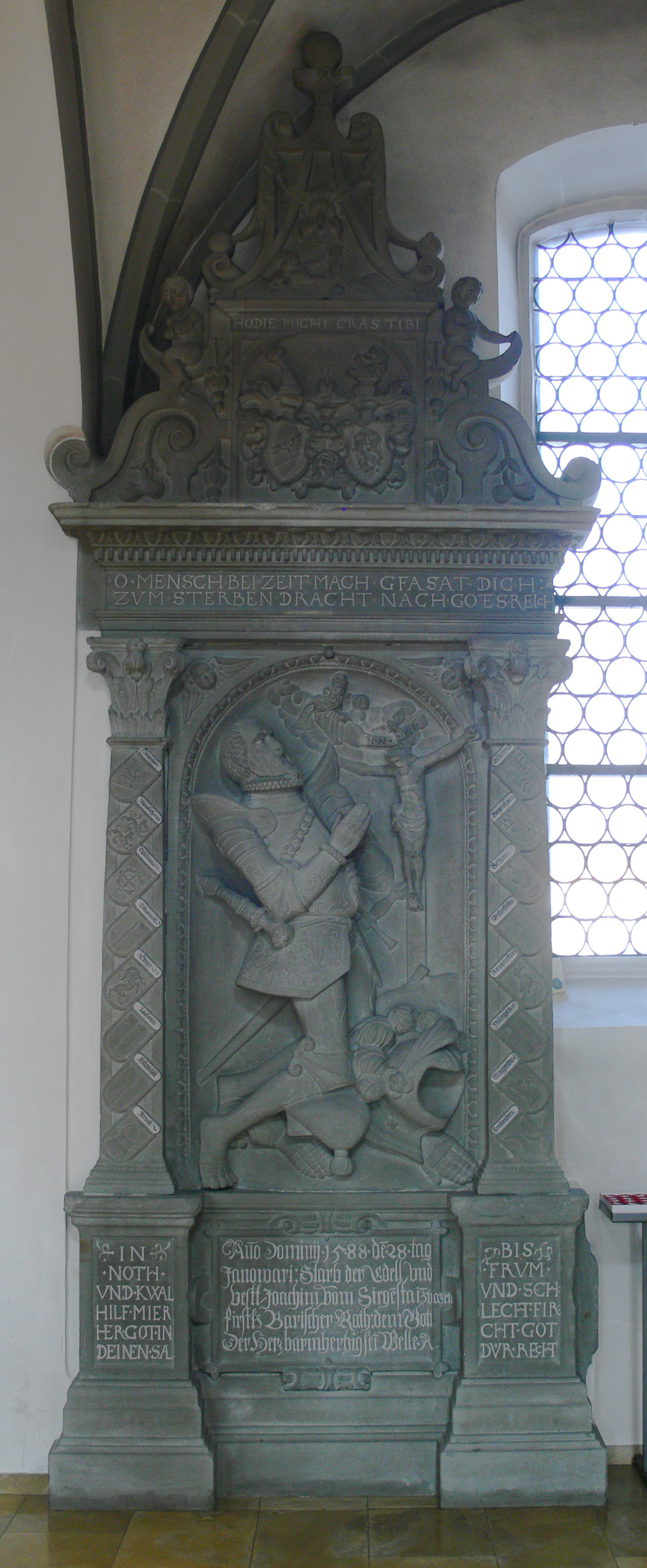
Epitaph für Joachim von Sirgenstein

Das Epitaph für Joachim von Sirgenstein befindet sich in der Pfarrkirche St. Johannes Evangelist in Amtzell, einer Gemeinde im Landkreis Ravensburg in Baden-Württemberg (Deutschland).

## Beschreibung
Das Epitaph im Stil der Renaissance für Joachim von Sirgenstein († 1588) zeigt in der Mitte den Verstorbenen betend unter dem Kreuz. Eingerahmt wird die Szene von Pilastern mit Kapitellen. Auf dem Architrav ist folgende Inschrift angebracht: 

„O MENSCH BEI ZEIT MACH GFASAT DICH ZVM STERBEN DRACHT NACH GOTES REICH“

Darüber befindet sich ein volutenartiger Aufbau mit Wappen, der von Engeln flankiert wird. Auf den Pilastern befindet sich die Ahnenprobe mit insgesamt 16 Wappen der Vorfahren. Auf dem Sockel des Epitaphs ist die Grabbezeugung und das Totenlob geschrieben.
Das Epitaph wird Esaias Gruber zugeschrieben.